# Nashorn
El Nashorn (en alemán, rinoceronte), una de sus versiones conocida como Hornisse (avispón), era un cazacarros alemán de la Segunda Guerra Mundial. Fue desarrollado como una solución temporal en 1942 y estaba armado con un cañón anticarro de 88 mm. Aunque estaba ligeramente blindado y tenía un perfil alto, se mantuvo en servicio hasta el final de la guerra y demostró ser un cazacarros bastante exitoso.
Además de todo esto al cazacarros Nashorn se le atribuye la única baja de un M26 Pershing Americano en toda la guerra. 

## Desarrollo
Tras las primeras experiencias alemanas con los nuevos tanques soviéticos como el T-34 y el KV-1 durante la Operación Barbarroja, la necesidad de un Panzerjäger capaz de destruir esos carros de combate fue clara.
En febrero de 1942, la firma armamentística de Berlín Alkett diseñó un cazacarros utilizando su recién desarrollado Geschützwagen III/IV, que, como indica su nombre, usaba componentes de los  Panzer III y Panzer IV. El cañón anticarro largo PanzerabwehrKanone PaK 43 L/41, desarrollado del cañón 88 mm, estaba montado en la parte trasera del chasis con un escudo protector y una superestructura abierta en su parte superior, que le daba cierta protección a la tripulación.
El cañón tenía un giro transversal de 15º tanto a izquierda como derecha, y de elevación de -5º a +15º. Para poder acomodar el arma, el casco fue alargado y el motor se trasladó al centro del chasis. Debido al peso, la cantidad de blindaje estaba limitada, y la tripulación sólo estaba protegida contra armas ligeras.
Este modelo fue presentado para su aprobación a Hitler en octubre de 1942 y entró en producción a comienzos de 1943. Su designación oficial era 8,8 cm PaK43 (L/71) auf Fahrgestell Panzerkampfwagen III/IV (Sf) o 8,8cm PaK43 (L/71) auf Geschützwagen III/IV (Sd. Kfz. 164), aunque era más conocido como Panzerjäger Hornisse.
Durante la primera mitad de 1943, se introdujo un nuevo modelo del Hornisse en la producción. Estaba armado con un cañón nuevo, el PaK 43/1 L/71, y se había alterado el blindaje frontal del conductor. Las diferencias entre este nuevo modelo y el anterior eran muy pequeñas, exceptuando el nuevo cañón. Este modelo fue renombrado Nashorn.
La producción total de Nashorn y Hornisse fue de unos 494 vehículos, la mayoría construidos en 1943. Pronto sería sustituido por los nuevos Jagdpanzer, como el Jagdpanzer IV y el Jagdpanther. Sin embargo, la producción continuó, en menor medida, hasta 1945.

## Combate
Los Hornisse/Nashorn fueron repartidos a los Schwere Panzerjäger Abteilungen (batallones pesados anticarro), que finalmente serían seis los que estarían equipados con ellos: los batallones 560, 655, 525, 93, 519 y 88. Cada batallón tenía treinta Nashorn.
El cañón del Nashorn era uno de los cañones anticarro más efectivos que existieron durante la guerra. Su proyectil Pzgr. 40/43 con núcleo de wolframio podía penetrar 190 mm de acero con 30° de inclinación a una distancia de un kilómetro. Esto permitía al Nashorn atacar a los tanques enemigos mientras se situaban fuera de su radio de alcance.
Los Hornisse/Nashorn entraron en acción durante la Batalla de Kursk. Su capacidad de alcanzar al enemigo a grandes distancias anuló las desventajas de su blindaje ligero y su perfil alto. Los Abteilungen de Nashorn continuaron en servicio en todos los frentes hasta el final de la guerra.

### En español
- 8,8cm Pak 43/1 L/71 auf Geschützenwagen III und IV, SdKfz 164
- SdKfz 164 Nashorn

### En inglés
- Panzerjager Hornisse / Nashorn en Achtung Panzer!
- SdKfz 164 Nashorn en WWII vehicles

- Datos: Q156929
- Multimedia: Nashorn tank destroyer / Q156929